# Carlon Brown
Carlon Michael Brown (* 4. Oktober 1989 in Riverside, Kalifornien) ist ein ehemaliger US-amerikanischer Basketballspieler. Nach dem Studium in seinem Heimatland spielte Brown zunächst als professioneller Spieler in der NBA Development League, bevor er nach einem Jahr 2013 in die israelische Ligat ha’Al zu Hapoel Tel Aviv wechselte und dort Topscorer der Liga wurde. In der Basketball-Bundesliga spielt Brown spielte er bei Brose Bamberg und Ratiopharm Ulm.

## Karriere
Nach dem Schulabschluss an der Martin Luther King High School in seiner Geburtsstadt bekam Brown einen Studienplatz an der University of Utah, wo er für die Hochschulmannschaft Utes ab 2007 damals in der Mountain West Conference (MWC) der NCAA spielte. Unter dem neuen Trainer Jim Boylen gewannen die Utes im zweiten Jahr 2009 das MWC-Meisterschaftsturnier, verloren aber bereits in der ersten Runde im landesweiten NCAA-Endrundenturnier gegen die Wildcats der University of Arizona. Nach einer weiteren für die Utes eher enttäuschenden Saison wechselte Brown an die University of Colorado zu Trainer Tad Boyle, der dort die Hochschulmannschaft Buffaloes übernommen hatte. In Folge des Hochschulwechsels setzte Brown entsprechend den Bestimmungen der NCAA ein Jahr von Meisterschaftsspielen aus. Zusammen mit den Utah Utes, die mittlerweile auch Trainer Boylen entlassen hatten, wurden die Colorado Buffaloes 2011 in die Pacific-12 Conference (Pac-12) aufgenommen. In der neuen Conference konnten sie auf Anhieb das Pac-12-Meisterschaftsturnier gewinnen und verloren in ihrem zweiten Spiel im NCAA-Endrundenturnier gegen die Bears der Baylor University. Nachdem Brown im NBA-Draft 2012 von keinem Klub der am höchsten dotierten Profiliga NBA ausgewählt worden war, konnte er sich über die NBA Summer League 2012 bei den Charlotte Bobcats für einen Vertrag bei den Golden State Warriors empfehlen.
Browns Vertrag bei den Warriors in Oakland hielt jedoch nur gut einen Monat bis zum Ende der Saisonvorbereitung der NBA 2012/13, so dass er seine professionelle Karriere in der NBA Development League (D-League) beim Farmteam der Warriors aus Santa Cruz (Kalifornien) begann. Nach sechs Einsätzen in der D-League schienen die Warriors das Interesse an Brown am Ende des Jahres verloren zu haben und am Jahresbeginn 2013 kam er in einem Spielertausch zu den Idaho Stampede aus Boise. Die Stampede verpassten jedoch nach nur 19 Siegen in 50 Spielen die Play-offs 2013 der D-League deutlich. Zur Saison 2013/14 wechselte Brown in die höchste israelische Spielklasse Ligat ha’Al zu Hapoel aus Tel Aviv. Hapoel erreichte im zweiten Jahr nach dem Wiederaufstieg erstmals eine positive Saisonbilanz, verlor aber als Tabellenvierter im Play-off-Viertelfinale gegen Hapoel Eilat. Brown versuchte sich als Topscorer der israelischen Liga mit durchschnittlich knapp 20 Punkten pro Spiel erneut in der NBA Summer League 2014, wo er sich bei den Denver Nuggets jedoch keinen Vertrag für die eigentliche NBA-Saison sichern konnte.
Vor der Bundesliga-Saison 2014/15 unterschrieb Brown einen Vertrag beim deutschen Erstligisten Brose Baskets aus Bamberg. Nach einer schweren Knieverletzung kurz nach Saisonbeginn sollte Brown jedoch kein weiteres Spiel mehr für den späteren deutschen Meister absolvieren. Nach erfolgreicher Reha wechselte Brown zur Saison 2015/2016 innerhalb der Liga zu Ratiopharm Ulm. Mit Ulm erreichte er das Meisterschaftsfinale gegen Bamberg, wurde im Frühjahr 2016 aber wieder von Kniebeschwerden geplagt und musste operiert werden. Brown verpasste deshalb das Meisterschaftsfinale und spielte danach nicht mehr auf Leistungsebene. In zwei Jahren Bundesliga kam er auf nur 14 Einsätze. Im Februar 2019 gab er das Ende seiner Profikarriere bekannt. Brown machte sich als Laufbahnberater für Sportler selbständig.